# فرانكي موسوندا
فرانكي موسوندا (بالإنجليزية: Frankie Musonda)‏ هو لاعب كرة قدم في الدوري الإنجليزي يلعب كمدافع مع نادي ريث روفرز.